# Plainscapes
Plainscapes (soms verhaspeld tot Planescapes) is een compositie van de Let Peteris Vasks. Plainscapes valt het best te vertalen als kunstwerk over vlakt(en).
Peteris is een componist met een zeer grote belangstelling voor de natuur en eenvoud. Dat komt ook in dit werk tot uitdrukking. De muziek beschrijft de seizoenen, waarvan hij geniet in de bossen van Letland. Van de donkere en zeer koude winters tot het moment dat de eerste vogels weer verschijnen en hun geluiden tot diep in de nacht doorgaan omdat de zon maar nauwelijks ondergaat. Peteris trekt vaak de vlaktes (plain) op en bekijkt de vergezichten en indien mogelijk ook de sterren. Vasks raad iedereen aan eens ’s nachts naar de sterren te kijken om dan tot rust te (kunnen) komen.
Plainscapes is een doorgaande compositie, die geschreven is voor gemengd koor, viool en cello. Bij een combinatie van koor en muziekinstrumenten denkt men direct aan de stem als eerste partij, muziekinstrumenten als begeleiding. Dat is hier niet het geval. Het koor verzorgt in dit werk een tekstloze begeleiding waarop met name de violist zijn / haar kunnen moet tonen. Het hoofdthema komt al in de eerste maten naar voren en bestaat uit een dalend en rustig motief met één toon omhoog. De muziek doet in eerste instantie denken aan de serene muziek van Arvo Pärt, maar met name de stem van viool wordt gedurende het werk steeds onrustiger. Ook de celliste laat van zich horen. Niet dat de dynamiek daar een rol in speelt, forte lijkt het nergens te worden. De partij is haast Sciarrino-zacht en fluisterend, doch zeker nerveus. Aan het slot komt het eerste rustige thema na weer terug, maar ontaardt dan veel sneller. Daarna komt de muziek in een abrupt coda terecht, dat wederom het beginthema laat horen, die rustig naar het eind voert.
De eerste uitvoering vond plaats in Wenen, de Minoritenkirche op 28 maart 2002 door het koor Kamer... uit Letland, die ook de opdracht voor dit werk hadden verstrekt. Solist op de viool was Gidon Kremer, celliste was Marta Sudraba. In de gids van uitgeverij Schott Music staat het werk te boek als "moeilijk" en dat geldt niet alleen voor de vioolpartij. Kremer staat bekend als een van de beste violisten van de 20e en 21e eeuw. De zangstemmen zitten vol met glissandi. Bij een van de seizoensovergangen moeten de zangers de zang van vogels imiteren.

## Stemverdeling
- 2x sopranen, 2 alten 2 tenoren, 2 baritons (SSAATTBB)
- viool
- cello

## Discografie
- Uitgave Quartz Records: Kamer... met Kremer en Sudraba.